# ジョン・チェイフィー
ジョン・レスター・ハバード・チェイフィー（John Lester Hubbard Chafee、1922年10月22日 - 1999年10月24日）は、アメリカ合衆国の政治家、海兵隊員。

## 経歴
1922年10月22日にロードアイランド州プロビデンスにて、曾祖父のヘンリー・リピットや大叔父のチャールズ・リピットがロードアイランド州知事を務めるなど政治家を輩出した一族に誕生した。第二次世界大戦ではガダルカナル島の戦いなどに従軍し、朝鮮戦争にも出征した。
軍を退役した後は政界に転じ、州議会議員を経て第66代ロードアイランド州知事、ロードアイランド州選出連邦上院議員を歴任した。所属政党は共和党。リチャード・ニクソン政権で第60代アメリカ合衆国海軍長官、上院では環境・公共事業委員長を務めた。
駆逐艦「チェイフィー」は彼にちなんで命名された。

## 家族
息子のリンカーン・チェイフィーも政治家となり、後にジョンと同じくロードアイランド州選出の上院議員やロードアイランド州知事を務めた。